# 欧洲E5公路
欧洲E5公路（E5）是欧洲的一条国际公路，起点为苏格兰格里诺克，穿过法国，终点为西班牙阿尔赫西拉斯，全长约2960公里。

## 线路
欧洲E5公路穿过以下主要城市：

- 英国：格里诺克 - 格拉斯哥 - 格雷特纳 - 卡萊爾 - 彭里斯 - 普雷斯顿 - 沃灵顿 - 伯明翰 - 牛津 - 纽伯里 - 南安普敦 - （英吉利海峡）
- 法国：（英吉利海峡） - 勒阿弗尔 - 巴黎 - 奥尔良 - 图尔 - 普瓦捷 - 波尔多
- 西班牙：圣塞瓦斯蒂安 - 布尔戈斯 - 马德里 - 科尔多瓦 - 塞维利亚 - 加的斯 - 阿尔赫西拉斯

## 沿途风景

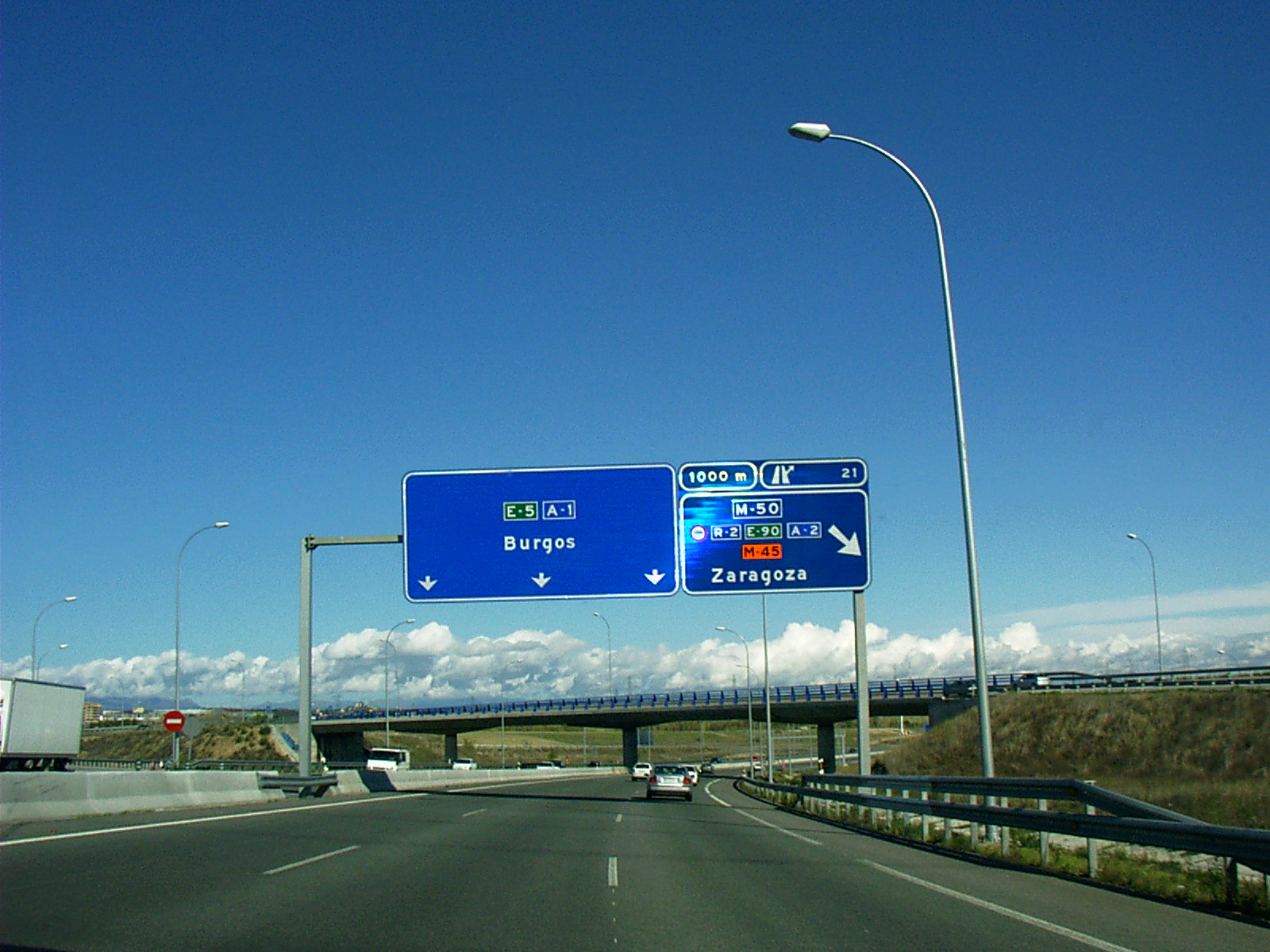
欧洲E5公路西班牙马德里路段
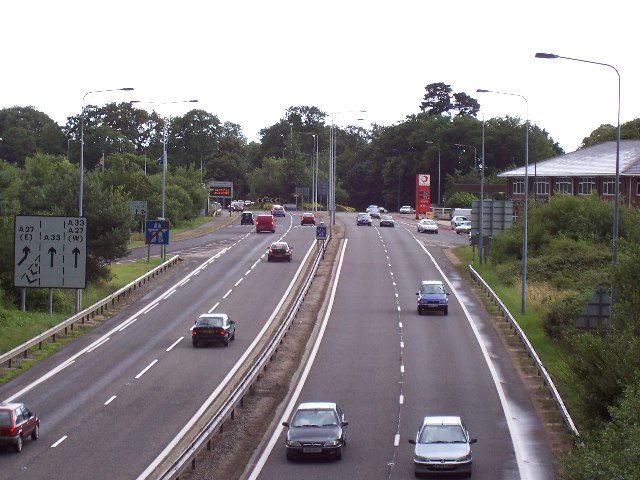
欧洲E5公路英国南安普敦路段
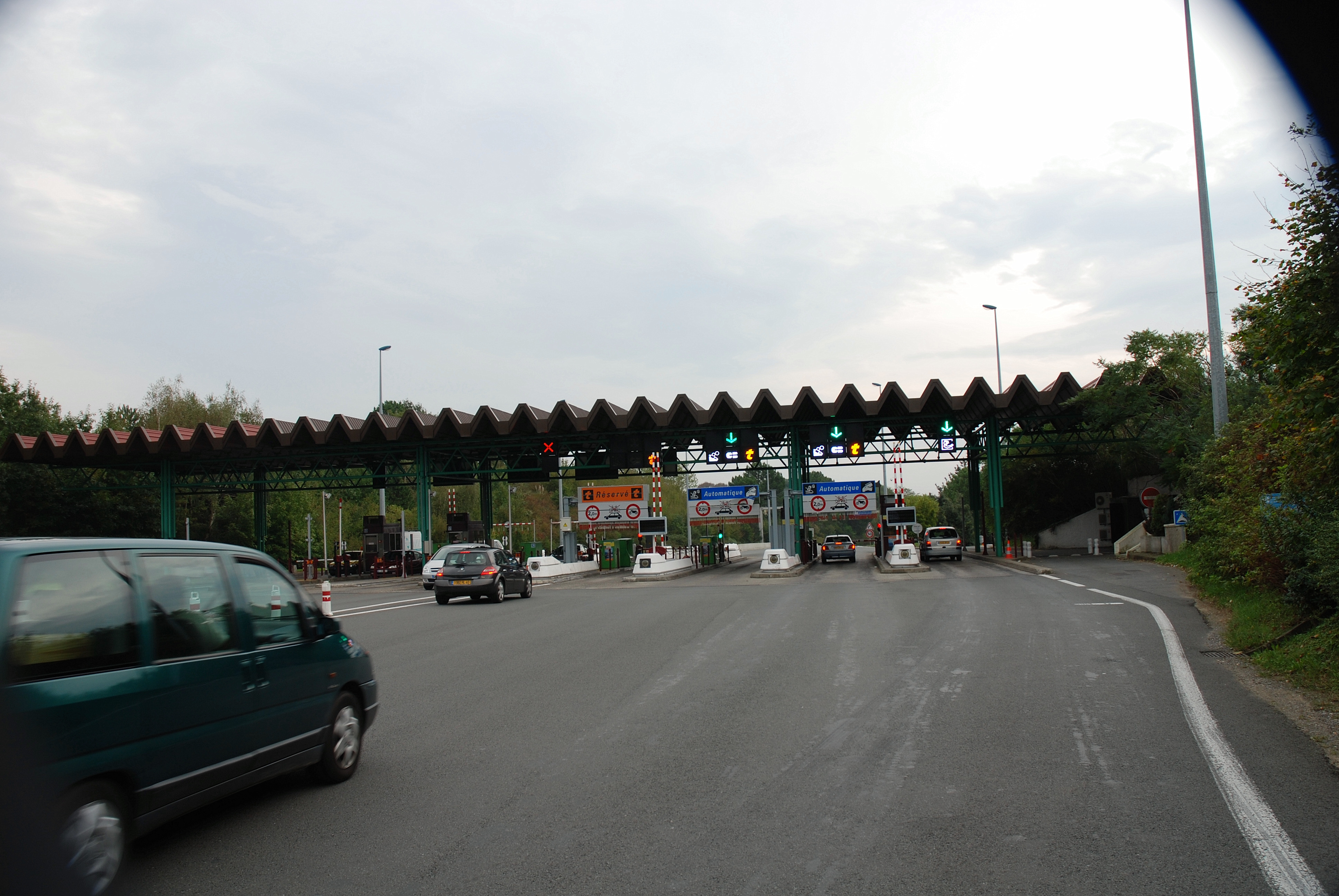
欧洲E5公路法国比亚里茨路段